# Pedome
Pedome é uma freguesia portuguesa do município de Vila Nova de Famalicão, com 2,66 km² de área e 1997 habitantes (censo de 2021). A sua densidade populacional é 750,8 hab./km².

## História
Segundo consta nos registos históricos da Península Ibérica, a freguesia de Pedome já surge citada em documentos do período em que os Mouros dominavam a parte que atualmente corresponde a Portugal. De facto, uma carta datada de 1033 já faz referência à povoação de Pedomen, pelo que esta localidade é anterior à fundação da própria nacionalidade. Além desta documentação escrita do século XI, as referências a Pedome também avultam em vários documentos até ao século XVI, embora sejam diferentes as designações que lhe são atribuídas. Na verdade, denominações como Podami, Pedami, Padami, Pedome, Podome e Pondomi são aplicadas, a esta região do extremo Leste do Concelho de Vila Nova de Famalicão, com alguma frequência. Também num documento datado do século XVI um dos cónegos da congregação de S. João Evangelista, do Porto, o Reitor de Santo Eloy, apresentava a quantia de 100$000 reis como rendimento do vigário de Pedome. Até 1835 a freguesia de Pedome é apresentada como pertencente ao julgado de Vermoim, Termo de Barcelos, tendo depois passado a fazer parte do concelho de Vila Nova de Famalicão. Em finais do século XIX, o papel desta freguesia na industrialização do Médio Ave foi marcante, pois possuía seis entidades fabris, o que correspondia a 22,2% dos estabelecimentos do concelho. Nos alvores do século XX, esta era uma aldeia rural dependente sobretudo da agricultura, mas seria com a égide dos têxteis nas décadas de 1930 e de 1940 que a freguesia prosperaria.
O santo padroeiro é S. Pedro.
A Monografia da Paróquia e Freguesia de Pedome fornece diversas curiosidades sobre esta terra.

## Demografia
A população registada nos censos foi:
| Distribuição da População por Grupos Etários | Distribuição da População por Grupos Etários | Distribuição da População por Grupos Etários | Distribuição da População por Grupos Etários | Distribuição da População por Grupos Etários |
| -------------------------------------------- | -------------------------------------------- | -------------------------------------------- | -------------------------------------------- | -------------------------------------------- |
| Ano                                          | 0-14 Anos                                    | 15-24 Anos                                   | 25-64 Anos                                   | > 65 Anos                                    |
| 2001                                         | 425                                          | 395                                          | 1177                                         | 237                                          |
| 2011                                         | 318                                          | 258                                          | 1219                                         | 325                                          |
| 2021                                         | 255                                          | 231                                          | 1077                                         | 434                                          |

## Património
- Igreja Matriz de Pedome

## Personalidades destacadas
- Adiasmachado, pintor
- Narciso Ferreira, empresário têxtil (1862 - 1933)